# إف. إم. مير
إف. إم. مير (بالإنجليزية: F. M. Mayor)‏ (20 أكتوبر 1872 - 28 يناير 1932)؛ روائية بريطانية.